# Nelson (Arizona)
Nelson – jednostka osadnicza w Stanach Zjednoczonych, w stanie Arizona, w hrabstwie Pima.